# 5502-es mellékút (Magyarország)
Az 5502-es mellékút egy bő 10 kilométeres hosszúságú, négy számjegyű mellékút Bács-Kiskun vármegye déli részén; Mélykúttól vezet Tompa és Csikéria határszéléig. Hosszának nagyobb részén szilárd burkolat nélküli útként húzódik.

## Nyomvonala
Mélykút központjában ágazik ki az 55-ös főút és az 5312-es út ottani közös szakaszából; a főút ott a 64+700-as, az 5312-es út a 49+300-as kilométerszelvénye közelében jár. Kezdeti szakasza dél-délkelet felé indul, Tópart utca néven, majd alig 500 méter után keletnek fordul és a Mátyás király utca nevet veszi fel. 1,8 kilométer után lép ki a belterületről, ami után hamarosan újból délebbi irányt vesz, a továbbiakban nagyjából délkelet felé folytatódik. 8,7 kilométer után éri el Mélykút, Bácsszőlős, Tompa és Csikéria közigazgatási területeinek találkozási pontját; Bácsszőlőst ennél jobban nem is érinti, innen tovább Tompa és Csikéria határvonalát követve halad. Úgy is ér véget, bő másfél kilométerrel arrébb, beletorkollva az 5501-es útba, annak 17+900-as kilométerszelvényénél.
Teljes hossza, az országos közutak térképes nyilvántartását szolgáló kira.gov.hu adatbázisa szerint 10,584 kilométer.

## Története
A Cartographia Vállalat 1990-es kiadású Magyarország autóatlasza a fél kilométeres mélykúti, belterületi szakaszát leszámítva teljes hosszában „fontosabb földút” jelöléssel szerepelteti. A Google Utcakép 2021-ben elérhető felvételeinek tanúsága szerint ennél ma már hosszabb ugyan a szilárd burkolat nélküli szakasza, de így is a teljes hosszának bő kétharmada burkolatlannak látszik az elérhető felvételek alapján.

## Települések az út mentén
- Mélykút
- (Bácsszőlős)
- (Tompa)
- (Csikéria)